# Yasiin Bey
Yasiin Bey (født Dante Terrell Smith, 11. december 1973 i New York, USA), tidligere kendt under sit kunstnernavn Mos Def, er en amerikansk rapper, sanger, sangskriver og skuespiller.
Udover at være en kritikerrost kunstner og skuespiller, er han også kendt for at være politisk engageret.
Han er søn af Sheron Smith og Abdul Rahman.

## Karriere
Yasiin Beys hip hop-karriere begyndte i 1994 sammen med sine søskende i den kortlevede rapgruppe Urban Thermo Dynamics (UTD), hvorefter de medvirkede på albums med Da Bush Babees og De La Soul.
Han dannede duoen Black Star, sammen med den Brooklyn-baserede rapper Talib Kweli, og i 1998 udgav de deres debutalbum Mos Def & Talib Kweli Are Black Star, der indeholdt singlerne "Definition" og "Respiration". Han medvirkede på Rawkus Records lister.
I 1999 udgav han sit solodebutalbum, Black on Both Sides. Hans debut blev fulgt op af The New Danger (2004), True Magic (2006) og The Ecstatic (2009). About.com placerede ham som nummer 14 på deres liste over "50 Greatest Rappers of All Time". Hans hits inkluderer "Oh No", "Ms. Fat Booty" og "Mathematics". Mos Def har også lavet rap-sangen "I against I" sammen med trip hop-bandet Massive Attack til filmen Blade II med Wesley Snipes i hovedrollen.
Han har også været medlem af hiphop-kollektivet Native Tongues.
Siden 1988 har Bey medvirket i en række film. Først med en mindre rolle i God Bless This Child, siden i blandt andet The Italian Job, 16 Blocks med Bruce Willis i hovedrollen, Monster's Ball, The Hitchhiker's Guide to the Galaxy, Be Kind Rewind, og den amerikanske TV-serie Dexter. Han spillede desuden rollen som rock and roll-musikeren Chuck Berry i Cadillac Records.

## Diskografi

### Soloalbum
- Black on Both Sides (1999)
- The New Danger (2004)
- True Magic (2006)
- The Ecstatic (2009)
- ንጉሥ (Negus) (2019)[5]

### Samarbejdsalbum
- Mos Def & Talib Kweli Are Black Star (med Talib Kweli, som Black Star) (1998)
- Manifest Destiny (med Ces and DCQ, som UTD) (2004)[6]
- December 99th (med Ferrari Sheppard, som Dec 99th) (2016)
- No Fear of Time (med Talib Kweli, som Black Star) (2022)
- As Promised (med Mannie Fresh) (TBA)

## Filmografi
| År   | Film                                        | Rolle                    | Noter |
| ---- | ------------------------------------------- | ------------------------ | --- |
| 1988 | God Bless the Child                         | Richard Watkins          | |
| 1991 | The Hard Way                                | Dead Romeos Gang Member  | |
| 1997 | Ghosts                                      | Dante                    | |
| 1998 | Where's Marlowe?                            | Wilt Crawley             | |
| 2000 | Freestyle: The Art of Rhyme                 | Sig selv                 | Dokumentar |
| 2000 | Bamboozled                                  | Big Blak Afrika          | Indspillede også en sang til soundtrack med andre medlemmer af Mau Maus |
| 2000 | Island of the Dead                          | Robbie J                 | |
| 2001 | Carmen: A Hip Hopera                        | Lieutenant Miller        | |
| 2001 | Monster's Ball                              | Ryrus Cooper             | |
| 2002 | Showtime                                    | Lazy Boy                 | |
| 2002 | Civil Brand                                 | Michael Meadows          | |
| 2002 | Brown Sugar                                 | Chris 'Cav' Anton Vichon | |
| 2002 | My Wife and Kids                            | Tommy                    | Episode: "Chair Man of the Board" |
| 2003 | The Italian Job                             | Left Ear                 | |
| 2004 | The Woodsman                                | Detective Lucas          | |
| 2004 | Something the Lord Made                     | Vivien Thomas            | Nomineret — Black Reel Award for Outstanding Actor, TV Movie or Mini-Series Nomineret — Golden Globe Award for Best Actor – Miniseries or Motion Picture Made for Television Nomineret — NAACP Image Award for Outstanding Actor in a Television Movie, Mini-Series or Dramatic Special Nomineret — Online Film & Television Association Award for Best Actor in a Motion Picture or Miniseries Nomineret — Primetime Emmy Award for Outstanding Lead Actor in a Miniseries or a Movie Nomineret — Satellite Award for Best Actor in a Miniseries or Motion Picture Made for Television |
| 2005 | Lackawanna Blues                            | The Bandleader           | |
| 2005 | The Boondocks                               | Gangstalicious           | Stemme til den animerede tv-serie (2005-2008) |
| 2005 | The Hitchhiker's Guide to the Galaxy        | Ford Prefect             | |
| 2006 | Dave Chappelle's Block Party                | Sig selv                 | Dokumentar |
| 2006 | 16 Blocks                                   | Eddie Bunker             | |
| 2006 | Talladega Nights: The Ballad of Ricky Bobby | Sig selv                 | Cameo |
| 2006 | Journey to the End of the Night             | Wemba                    | |
| 2007 | Prince Among Slaves                         | Fortæller                | |
| 2008 | Be Kind Rewind                              | Mike                     | |
| 2008 | Cadillac Records                            | Chuck Berry              | |
| 2009 | Next Day Air                                | Eric                     | |
| 2009 | House                                       | Lee                      | Episode: "Locked In" |
| 2010 | I'm Still Here                              | Sig selv                 | |
| 2010 | Bouncing Cats                               | Sig selv                 | Dokumentar |
| 2010 | Yo Gabba Gabba!                             | Super Mr. Superhero      | Episode: "Superhero" |
| 2011 | Dexter                                      | Brother Sam              | Sæson 6, (krediteret som "Mos" i 2 episoder, som "Yasiin Bey" i 3 episoder) |
| 2013 | Begin Again                                 | Saul                     | |
| 2014 | Life of Crime                               | Ordell Robbie            | |
| 2014 | The Getaway                                 | Sig selv                 | Episode: "Yasiin Bey In Morocco" |
| 2015 | Amy                                         | Sig selv                 | Dokumentar |